# Sociedad Deportiva Ponferradina
Maillots
Actualités
La Sociedad Deportiva Ponferradina est un club de football espagnol basé à Ponferrada (Province de León). Fondé le 7 juin 1922

## Histoire
| \| Ponferrada \| Emplacement de Ponferrada, en Espagne. |
| Ponferrada                                              |

Le premier président du club est Eustaquio López Boto.
Lors de la saison 2004-2005, le club gagne son premier titre de champion du Groupe II de Segunda División B.
Lors de la saison 2005-2006, l'équipe obtient la promotion en Segunda División (D2) pour la toute première fois de son histoire, après des barrages remportés contre l'Universidad Las Palmas et l'Alicante CF. Le club est toutefois relégué en Segunda División B la saison suivante, en se classant 20e du championnat.
En juin 2010, le club monte à nouveau Segunda División. Il est une nouvelle fois relégué en Segunda División B, se classant 21e du championnat.
En juin 2012, la Ponferradina monte en Segunda División pour la troisième fois de son histoire. L'équipe se classe 7e de ce championnat en 2013, puis à nouveau en 2015, ce qui constitue sa meilleure performance. L'équipe est de nouveau reléguée à l'issue de la saison 2015-2016.
Le club retrouve la D2 en juin 2019.

## Stade
Le stade El Toralín est inauguré le 5 septembre 2000 lors d'un match amical face au Celta Vigo. C'est un stade conçu pour le football comptant 8 400 places assises. Il remplace l'ancien stade de Fuentesnuevas.

## Personnalités du club

### Anciens grands joueurs
| - Vullnet Basha - Iain Hume - Tamandani Nsaliwa - Lucas Domínguez - Francisco Prieto - Alan Baró - Acorán Barrera - Andy | - Berto - Dani Borreguero - Óscar de Paula - Juan Manuel Fuentes - Kepa Arrizabalaga - Máyor - Delio Morollón - Nacho | - Manuel Peña - Jonathan Ruiz - Rubén Vega - David Mitogo - William Jebor - Nabil Baha - Luka Đorđević |

## Palmarès
- Segunda División B : 2005, 2008 et 2010
- Tercera División : 1958, 1966 et 1987

## Saisons
| Primera División   | 0  |
| Segunda División   | 6  |
| Segunda División B | 21 |
| Tercera División   | 46 |